# Dolores Viesèr
Dolores Viesèr (* 18. September 1904 in Hüttenberg, Kärnten; † 24. Dezember 2002 in Klagenfurt), eigentlich Wilhelmine Maria Aichbichler (auch: Maria Valdez), war eine österreichische Schriftstellerin und Erzählerin.

## Leben
Dolores Viesèr wurde 1904 in Hüttenberg als Maria Dolores Wilhelmine Wieser als Tochter des Uhrmachers und Juweliers Johann Wieser geboren, verlor aber 1914 den Vater und mit 16 Jahren auch die innig geliebte Mutter. Sie stand mit den beiden Brüdern Hans und Franz nach Krieg und Inflation praktisch vor dem Nichts. „Es waren schreckliche Notzeiten, ungeheure Wirtschaftskrise und arge Arbeitslosigkeit herrschten. Wir mussten von Hüttenberg weg. Dort hatte sich alles verändert, das Bergwerk war zeitweise stillgelegt, auch unter den Leuten herrschte furchtbare Not. Der jüngere Bruder ging als Elektrikerlehrling ins Stahlwerk nach Zeltweg, der ältere Bruder, selbst lungenkrank, hatte seine Stelle als Forstgehilfe verloren. Ich habe gearbeitet, was immer auf mich zukam, wir drei haben gemeinsam gehungert, haben fast von der Luft gelebt“ (Gespräch 1984).
Wegen ihrer angegriffenen Gesundheit (Tuberkulose) hatte Dolores Viesèr ihre Arbeitsstelle im Verlag der Josefbruderschaft (heute Carintia) in Klagenfurt 1921 verloren. Da nach ein paar Monaten Rekonvaleszenz im Krankenhaus der Elisabethinen keine Arbeit in Kärnten für sie mehr zu finden war, ging sie auf Anraten und mit einem Empfehlungsschreiben eines geistlichen Herrn nach Hall in Tirol. Dort angekommen, vermittelte sie der Stadtpfarrer in eine Pension, welche als Exerzitienheim geführt war, als 'Mädchen für alles'. Neben ihrer Arbeit, zum Schluss hauptsächlich als Köchin, schrieb sie zwischen 1922 und 1926 ihren ersten Roman „Das Singerlein“ (erschienen 1926), der sofort durchschlagenden Erfolg hatte. Sie war damals die jüngste Romanschriftstellerin im deutschen Sprachraum. Schon im Jahre 1926 übersiedelte sie, vor dem Erscheinen dieses Romans, auf Einladung des Verlagsleiters von Kösel & Pustet, Siebert, nach München. Dort schrieb sie ihren zweiten Roman "Märtyrer und Lilotte" (1929), mit dem sie sich später, obwohl er ein Erfolg wurde, am wenigsten identifizierte. Mit den Honoraren konnte sie sich 1931 in der Kinkstraße in Klagenfurt ein halbfertiges Haus kaufen und mit ihren Brüdern dorthin ziehen. Sie schrieb den Kurzgeschichtenband „An der Eisenwurzen“ (1948) sowie den Roman „Der Gurnitzer“ (1931), zu dem sie eine Erwähnung in der Geschichte Kärntens Gottlieb von Ankershofens angeregt hatte. Der hatte von einem Laienpropst berichtet, der so weltlich gesinnt war, dass er seinen Falken sogar in die Kirche mitnahm und trotz seines kirchlichen Amtes einer Geliebten schicksalhaft verbunden war. Dieses Werk handelt vor dem Hintergrund der zweisprachigen Besiedelung (deutsch – slowenisch) Kärntens und wird daher auch heute noch in slowenischer Sprache verlegt.
Noch vor dem Erscheinen ihres Romans über die Heilige Hemma von Gurk wurde Österreich von den Truppen des Dritten Reiches besetzt. Dolores Viesèr wurde im Laufe des Jahres 1938 aus der Reichsschrifttumskammer ausgeschlossen und mit Schreibverbot belegt. Durch die Tausend-Mark-Sperre war sie schon vorher beruflich sehr gehindert, da die Verlage ihrer Bücher im Deutschen Reich waren. Das hat auch dazu geführt, dass die Honorarguthaben gleich nach dem sog. „Anschluss“ Österreichs beschlagnahmt worden sind. Vor allem die Werke „Hemma von Gurk“ und „Der Gurnitzer“ wurden als dem „deutschen Volks- und Geschichtsverständnis“ nicht konform bezeichnet und alle Bücher wurden eingezogen und eingestampft. Besonders „Hemma von Gurk“ hat das getroffen, da die erste Auflage für den Weihnachtsmarkt gedruckt, aber noch nicht ausgeliefert war. Erst nach dem Krieg konnten die Werke in der Bundesrepublik Deutschland beim Verlag Ehrenwirt wieder erscheinen.
Dolores Viesèr lernte ihren späteren Mann Otto Aichbichler kennen, der in den Jahren vor 1933 – u. a. als Wetterwart am Sonnblick tätig – selbst einen Roman („Die Unfreien“) geschrieben hatte. Er hatte sie ersucht, ein Vorwort zu seinem Roman zu schreiben und einen Verlag zu suchen, was auch damals schon schwierig war. Aus dieser Ehe entstammten drei Kinder. Der älteste Sohn verunglückte im Februar 1953 auf einer Skitour tödlich in einer Lawine. Die Tochter Ute hatte die künstlerischen Anlagen ihrer Eltern geerbt und feierte als Opernsängerin Ute de Vargas von Italien aus große Erfolge, später wurde sie Modeschöpferin und ist heute als Weinbäuerin im Piemont tätig.
Den Roman „Hemma von Gurk“ betrachtete Viesèr für sich als Wendemarke. „Mit dem Buch ,Hemma von Gurk‘ begann ein neuer Lebensabschnitt in meiner Schriftstellerei. Meine Ehe und die Pflichten, die an mich herangekommen waren, die Kinder, der Haushalt, der Gutshof, hatten mich erst richtig in das Frauenleben eingeführt. Ich wurde mit den Füßen auf den Boden gestellt. ( . . . ) Ich musste mich mit den allereinfachsten Gegebenheiten des Alltags abgeben und so vermochte ich, das Handwarme in die Darstellung zu bringen, konnte ich das Einfache mit dem Großen so verquicken, dass es über die Stufen des einfachen Lebens zu erreichen war. Das Einfache ist das Wahre“ (Gespräch 1984).
Die Anregung zu dieser Riesenarbeit kam von Pater Dr. Löw, der als Kardinalrelator der päpstlichen Archive 1932 von Rom nach Kärnten geschickt worden war, um den Heiligsprechungsprozess für Hemma historisch zu untermauern. Er konnte ihr wichtige Unterlagen liefern und den Zutritt zu verschiedenen Archiven insbesondere zu den 600 Jahre alten Akten des Heiligsprechungsprozesses in Rom öffnen. Es war eine langwierige und mühsame Arbeit und erforderte auch größere Reisen – nach Rom, Bamberg, Regensburg, Untersteiermark und Krain – sowie das Erlernen des mittelalterlichen Latein, um die Urkunden in den Archiven studieren zu können. Die Absicht Dr. Löws war wohl von Anfang an, Dolores Viesèr auf die Fährte dieses Romans zu setzen, um die dann 1936 erfolgte Heiligsprechung und vor allem die historische Gestalt der hl. Hemma populär zu machen und im religiösen Volksbewusstsein zu verankern, was ja für den Status einer Heiligen sehr wichtig, ja fast eine Voraussetzung ist. Der Roman erzählt nicht nur die Geschichte einer Heiligen, sondern auch die Geschichte einer letztlich doch glücklichen Ehe. Es entstand ein Zeitgemälde des frühen Mittelalters, in dem Heimat und Glaube, Natur und Volkstum eine wichtige Rolle spielen. Die Gestalten der Hemma und deren Familie musste sie dichterisch nachempfinden, da über sie nicht viele Urkunden vorhanden sind.
1952 wurde „Aelia. Eine Frau aus Rom“ publiziert. Der umfang- und personenreiche Roman spielt zur Zeit Diokletians in Kärnten, und wieder steht eine Frau im Mittelpunkt, die in Virunum Zugang zum Christentum findet. Es folgten 1953 der Roman „Licht im Fenster“, 1954 „Die Trauermesse“, 1956 der Roman „Kleiner Bruder“ sowie die Novelle „Der Bänderhut“ und 1971 der letzte große Roman „Nachtquartier“. Dieser Roman aus der Franzosenzeit verarbeitet Vorfälle, die sich in der Familie ihres Mannes so ähnlich zugetragen haben. Es ist die Geschichte von Leopold und Gertraud Rabensteiner – Gertraud betrügt ihren Mann mit einem französischen Besatzungsoffizier und bekommt von ihm ein Mädchen. Das traurige Ende hat ein Maler auf dem Altarsockel einer Wegkapelle verewigt, die von der Nachfolgegeneration zum Gedächtnis erbaut wurde, wobei das familiäre Ereignis etwa 80 Jahre vor der im Roman geschilderten Geschichte stattgefunden hatte. Eine fromme Inschrift bezeugt das seltsame Geschehen. „Im ,Nachtquartier‘ habe ich es mit einer gewissen Demut vermieden, für die großen Geheimnisse eine zu leichte Antwort zu finden. Man kann auch als Dichter nicht alles sagen, es muss vieles ungesagt und ungeklärt bleiben“ (Gespräch 1984).
"Man beendet ein Buch mit dem Wissen, es hat so sein müssen. Ich wollte damit sagen, dass auch der Schriftsteller nicht hinter die Geheimnisse dringen kann, die Gott in unser Schicksal verwoben hat. Der letzte Satz des Buches, ‚Ich seh' nicht weit genug. Das singen die Engel‘, sagt alles aus. Es wird daher keine Fortsetzung geben, der nachdenkliche Leser wird die Wege erkennen, die den Personen im ‚Nachtquartier‘ vorbestimmt sind". In Wirklichkeit waren noch zwei Folgeromane als Trilogie geplant und vom zweiten war schon etwa ein Drittel geschrieben. Der Titel sollte "Die schöne Amai" (Amai, die Tochter einer Figur des ersten Teiles) heißen.
„Ich habe immer sehr schwer und langsam geschrieben. Ich habe die Worte nicht vorher niedergeschrieben, bevor ich sie nicht durchschauen konnte, aber wenn ich sie geschrieben hatte, so durften sie nicht mehr geändert werden“. An dem Roman "Hemma von Gurk" hat Dolores Viesèr z. B. 6 Jahre gearbeitet und an "Aelia" mehr als vier Jahre.
(Gespräch 1992).
Sie war das älteste Mitglied des renommierten Kärntner Schriftstellerverbandes, mied ansonsten den Literaturbetrieb aber bewusst und pflegte kaum Kontakt zu anderen Künstlern. Ihr lagen Konflikte nicht, denn das Gefühl des Friedens mit sich selbst war ihr wichtiger als alle Publicity.

## Werke
- Das Singerlein – Die Geschichte einer jungen Seele (1928)
- Der Märtyrer und Lilotte (1929)
- Der Gurnitzer – Ein Heldenleben aus der Türkenzeit (1932)
- Die Heldenjungfrau (unter dem Pseudonym Maria Valdez)
- Hemma von Gurk (1938), Neuauflage: Verlag des Kärntner Landesarchivs, Klagenfurt 2019, ISBN 978-3-950469-20-2
- An der Eisenwurzen (Kurzgeschichten) (1948)
- Aelia – Eine Frau aus Rom (1952)
- Licht im Fenster (1953)
- Der Bänderhut (1956) (Erzählung), Neuauflage: Hermagoras Verlag, Klagenfurt 2021, ISBN 978-3-7086-1170-9
- Die Trauermesse (1955)
- Kleiner Bruder (1956)
- Die Rauhnacht des Modestus (Kurznovelle) (1960)
- Katzen in Venedig (1967)
- Das Nachtquartier (1971), Neuauflage: Verlag des Geschichtsvereins für Kärnten, Klagenfurt 2023, ISBN 978-3-85454-167-7

## Auszeichnungen
- Adalbert-Stifter-Preis (1930)
- Ebner-Eschenbach-Preis (1933)
- Handel-Mazzetti-Preis (1955)
- Kulturpreis des Landes Kärnten (1975)
- Ehrenkrug der Dichterstein Gemeinschaft Zammelsberg (1986)